# PerfumeのPerfume Planet
PerfumeのPerfume Planet（パフュームのパフュームプラネット）は、エフエム福岡で放送されていたラジオ番組。

## 概要
- Perfume初のレギュラー番組。

## 主なコーナー
- パフミュージック
Perfumeのメンバーが超感動した1曲を紹介するコーナー。
- Perfumeオンライン
Perfumeのメンバーがリスナーの皆と、お話しするコーナー。
- Perfumeインプレッション
Perfumeのメンバーが熱い感動をリスナーの皆に向けて発信するコーナー。

## パーソナリティー
- Perfume
  - 西脇綾香
  - 樫野有香
  - 大本彩乃